# Cerynea homala
Cerynea homala là một loài bướm đêm trong họ Erebidae.